# Effeltrich (Wüstung)
Effeltrich (auch Effeltrach) ist eine Wüstung auf dem Gebiet des Geiselwinder Gemeindeteils Füttersee im unterfränkischen Landkreis Kitzingen. Das Dorf wurde wohl in der ersten Hälfte des 14. Jahrhunderts verlassen, die Gründe sind unklar.

## Geografische Lage
Die Lokalisierung der Wüstungsstelle erweist sich als schwierig. Insbesondere der Bau der Autobahn A 3 in den 1960er Jahren veränderte die Topographie auf dem heutigen Gebiet der Gemeinde Geiselwind nachhaltig. Weiter im Norden befindet sich Füttersee, die Siedlungsstelle wird wahrscheinlich von der Autobahn eingenommen. Südlich der Bundesautobahn 3 liegt der sogenannte Effelter Berg, dessen Name auf die Siedlung zurückgeht. 1960 grub man Fundamentreste der Siedlung aus.

## Geschichte
Ähnlich wie bei der Wüstung Affeltrach auf dem Gebiet der Stadt Schweinfurt leitet sich der Name Effeltrich oder Effeltrach wahrscheinlich vom althochdeutschen Wort für Apfelbaum, aphaltar ab. Die Endung -ach verweist auf eine größere Anzahl. Effeltrich wäre dann die Siedlung bei den Apfelbäumen gewesen. Wahrscheinlich wurde das Dorf bereits in vorchristlicher Zeit gegründet, als germanische Stämme nach Franken vorstießen.
Erstmals erwähnt wurde Effeltrich bereits im Jahr 1040. Kaiser Heinrich II. restitutierte dem Benediktinerinnenkloster Kitzingen unter anderem die „villam que dicitur Affaltrach“ (Dorf, welches Effeltrich genannt wird). Die Nonnen aus Kitzingen hatten wohl bis ins 14. Jahrhundert auch die Dorfherrschaft inne. Im Jahr 1316 übergab allerdings Ritter Konrad Zolner der Zisterzienserabtei Ebrach einige ehemals zum Kloster Kitzingen gehörigen Güter.
Effeltrich war wohl eine der größeren Siedlungen in den Steigerwaldausläufern. Allerdings wurde Effeltrich bereits im Jahr 1340 als „villa desolata“ (zerstörtes Dorf) bezeichnet. Zu Beginn des 15. Jahrhunderts tauchte die Ortswüstung nochmals auf. Die Flur des öden Ortes wurde noch bebaut. Im Jahr 1540 hielt Graf Wolfgang I. zu Castell die Vogtei über mehrere Güter „zu Effelt“, den Zollnern von der Hallburg unterstand dagegen der Schaftrieb. Letztmals erwähnt wurde die Wüstung „Effeltrach“ 1579.